# Verkkosaari (ö i Södra Savolax, Nyslott, lat 62,38, long 28,47)
Verkkosaari är en ö i Finland. Den ligger i sjön Petäjäjärvi och i kommunen Heinävesi i den ekonomiska regionen  Nyslotts ekonomiska region  och landskapet Södra Savolax, i den sydöstra delen av landet, 300 km nordost om huvudstaden Helsingfors. Öns area är 0,3 hektar och dess största längd är 100 meter i öst-västlig riktning.